# Empire (Colorado)
Empire és una població dels Estats Units a l'estat de Colorado. Segons el cens del 2000 tenia 355 habitants.

## Demografia
Segons el cens del 2000, Empire tenia 355 habitants, 163 habitatges, i 88 famílies. La densitat de població era de 548,3 habitants per km².
Dels 163 habitatges en un 30,7% hi vivien nens de menys de 18 anys, en un 39,3% hi vivien parelles casades, en un 11,7% dones solteres, i en un 46% no eren unitats familiars. En el 39,3% dels habitatges hi vivien persones soles el 6,7% de les quals corresponia a persones de 65 anys o més que vivien soles. El nombre mitjà de persones vivint en cada habitatge era de 2,18 i el nombre mitjà de persones que vivien en cada família era de 2,99.
Per edats la població es repartia de la següent manera: un 27% tenia menys de 18 anys, un 4,2% entre 18 i 24, un 30,7% entre 25 i 44, un 32,1% de 45 a 60 i un 5,9% 65 anys o més.
L'edat mediana era de 40 anys. Per cada 100 dones de 18 o més anys hi havia 121,4 homes.
La renda mediana per habitatge era de 32.159 $ i la renda mediana per família de 43.750 $. Els homes tenien una renda mediana de 40.313 $ mentre que les dones 29.500 $. La renda per capita de la població era de 20.417 $. Entorn del 10,5% de les famílies i l'11% de la població estaven per davall del llindar de pobresa.

## Poblacions més properes
El següent diagrama mostra les poblacions més properes.